# Stewarcja

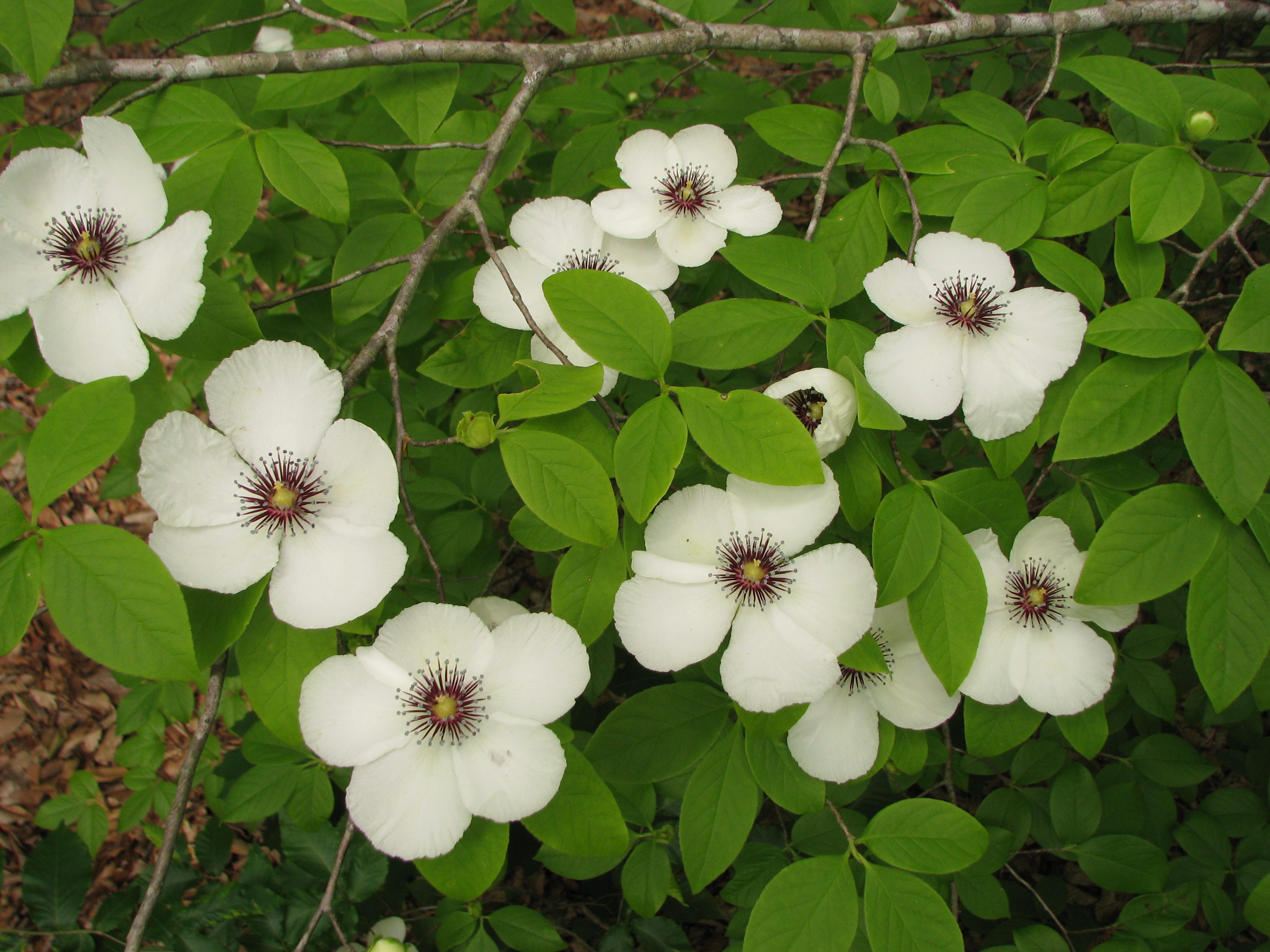
Stewartia malacodendron

Stewarcja (Stewartia L.) – rodzaj roślin z rodziny herbatowatych (Theaceae). Obejmuje 22 gatunki. Dwa z nich rosną we wschodniej części Ameryki Północnej (Stewartia malacodendron i S. ovata). Pozostałe występują we wschodniej Azji od Wietnamu i Laosu, poprzez Chiny (gdzie jest ich największe zróżnicowanie), po Koreę i Japonię. Rośliny te rosną w lasach, ich kwiaty rozwijają się latem i zapylane są przez owady.
Ze względu na atrakcyjne, duże kwiaty liczne gatunki są uprawiane jako ozdobne.
Naukowa nazwa rodzajowa została nadana rodzajowi na cześć lorda Johna Stuarta.

## Morfologia
PokrójKrzewy i drzewa, w większości o wysokości do 6 m, ale osiągające też do 20 m wysokości. Pień często pojedynczy. Kora ciasno przylegająca, zwykle szara, ale u wielu gatunków płatkowato odpadająca i zostawiająca kontrastowo, czerwono zabarwione ślady.
LiścieSkrętoległe, sezonowe lub zimozielone, cienkie lub skórzaste. Krótkoogonkowe, przy czym ogonki są często mniej lub bardziej oskrzydlone. Blaszki jajowate, eliptyczne do lancetowatych, u nasady zbierające lub zaokrąglone, na szczycie zaostrzone, na brzegu piłkowane. Użyłkowanie wyraźne, z wystającą od spodu żyłką centralną i zwykle 5–8 (rzadziej do 12) żyłkami bocznymi.
KwiatyZwykle pojedyncze (rzadko skupione po kilka w krótkie grono), okazałe, o białych lub żółtawobiałych płatkach, wyrastają w kątach liści. Na szypułkach blisko kwiatu znajdują się dwa trwałe lub odpadające podkwiatki. Kielich tworzy 5 działek, u nasady zrośniętych. Także 5 płatków bywa u nasady lekko zrośniętych. Pręciki są liczne, u nasady zrośnięte i tu przyległe do płatków. Zalążnia górna, powstaje z 5, rzadziej 4 lub 6, owocolistków. Liczba komór odpowiada liczbie owocolistków, w każdej rozwijają się 2–4 zalążki (czasem nieco więcej). Liczba szyjek słupka także odpowiada liczbie owocolistków, często są one zrośnięte.
OwoceTorebki kulistawe lub stożkowate, zwykle 5-żebrowe i 5-komorowe, czasem z dzióbkiem na szczycie, otwierające się 5 klapami. Zawierają po kilka nasion w komorach. Nasiona są drobne, kulistawe, kanciaste lub spłaszczone, bez skrzydełka lub z wąskim skrzydełkiem.

## Systematyka
Pozycja systematyczna
Rodzaj jest jedynym przedstawicielem plemienia Stewartieae Choisy, bazalnego w obrębie rodziny herbatowatych Theaceae. Grupa koronna rodzaju datowana jest na ok. 14,8 lub 18,7 miliona lat (czas kiedy żył ostatni wspólny przodek współczesnych przedstawicieli rodzaju), natomiast oddzielenie się rodzaju od pozostałych współczesnych przedstawicieli rodziny nastąpiło 49–63 miliony lat temu. Na podstawie cech morfologicznych (głównie budowa torebek, zimozielone liście) wyodrębniano dawniej rodzaj Hartia, ale badania molekularne z początku XXI wieku wykazały, że rośliny te są zagnieżdżone w obrębie rodzaju Stewartia.
Wykaz gatunków
- Stewartia acutisepala P.L.Chiu & G.R.Zhong
- Stewartia calcicola T.L.Ming & J.Li
- Stewartia cordifolia (H.L.Li) J.Li & T.L.Ming
- Stewartia crassifolia (S.Z.Yan) J.Li & T.L.Ming
- Stewartia densivillosa (Hu ex Hung T.Chang & C.X.Ye) J.Li & T.L.Ming
- Stewartia laotica (Gagnep.) J.Li & T.L.Ming
- Stewartia malacodendron L.
- Stewartia medogensis J.Li & T.L.Ming
- Stewartia micrantha (Chun) Sealy
- Stewartia monadelpha Siebold & Zucc.
- Stewartia obovata (Chun ex Hung T.Chang) J.Li & T.L.Ming
- Stewartia ovata (Cav.) Weath.
- Stewartia pseudocamellia Maxim. – stewarcja kameliowata
- Stewartia pteropetiolata W.C.Cheng
- Stewartia rostrata Spongberg – stewarcja dzióbkowata
- Stewartia rubiginosa Hung T.Chang
- Stewartia serrata Maxim. – stewarcja piłkowana
- Stewartia sichuanensis (S.Z.Yan) J.Li & T.L.Ming
- Stewartia sinensis Rehder & E.H.Wilson – stewarcja chińska
- Stewartia sinii (Y.C.Wu) Sealy
- Stewartia tonkinensis (Merr.) C.Y.Wu ex J.Li
- Stewartia villosa Merr.